# La Galinière
La Galinière ist eine ehemalige Gemeinde im Département Bouches-du-Rhône. Heute gehört sie zur Gemeinde Châteauneuf-le-Rouge.

## Geografie
Der Weiler befindet sich nordöstlich von Châteauneuf-le-Rouge und nordwestlich von Rousset, etwa auf halber Strecke zwischen den beiden Orten. La Galinière liegt etwas nördlich der D7N. Bei La Galinière gibt es einen kleinen Wald mit einer Fläche von rund 50 Hektar.

## Bestand
1790 wurde La Galinière eine Gemeinde des Départements Bouches-du-Rhône, zunächst unter dem Namen Lagalinière. 1801 änderte man diesen in Galinet bzw. La Galinière. Sie gehörte zum Kanton Trets und zum Arrondissement Aix. Bereits 1819 wurde La Galinière nach Châteauneuf-le-Rouge eingemeindet.
Bevölkerungsentwicklung:
| Jahr      | 1793 | 1800 | 1806 |
| Einwohner | 96   | 81   | 87   |